# Phlegmatospermum eremaeum
Phlegmatospermum eremaeum är en korsblommig växtart som först beskrevs av John McConnell Black, och fick sitt nu gällande namn av Elizabeth Anne Shaw. Phlegmatospermum eremaeum ingår i släktet Phlegmatospermum och familjen korsblommiga växter. Inga underarter finns listade i Catalogue of Life.